# Peter Lauer
Peter Lauer é um diretor de televisão estadunidense. Ficou conhecido por trabalhar em The Secret World of Alex Mack, Strangers with Candy, Dead Like Me, Arrested Development, Malcolm in the Middle, Chuck, Scrubs, Wonderfalls, Remember WENN, Sons of Tucson e Cry Baby Lane.